# Ewing (Kentucky)
Ewing é uma cidade localizada no estado americano de Kentucky, no Condado de Fleming.

## Demografia
Segundo o censo americano de 2000, a sua população era de 278 habitantes.
Em 2006, foi estimada uma população de 295, um aumento de 17 (6.1%).

## Geografia
De acordo com o United States Census Bureau tem uma área de
0,7 km², dos quais 0,7 km² cobertos por terra e 0,0 km² cobertos por água.

## Localidades na vizinhança
O diagrama seguinte representa as localidades num raio de 28 km ao redor de Ewing.